# 우제항

우제항(禹濟恒, 1948년 10월 26일~)은 대한민국의 정치인이다. 제17대 국회의원을 지냈다.

## 학력
- 산대국민학교 졸업
- 용산중학교 졸업
- 서울고등학교 졸업
- 서울대학교 문리과대학 지질학 학사
- 서울대학교 정책대학원 도시계획학 석사

## 경력
- 22회 행정고시 합격
- 산업자원부 근무
- 경찰청 법무담당관
- 경희대 객원교수, 장안대 겸임교수
- 국가균형 발전위원회 자문위원
- 국회 행정자치위원회 법인심사소위원장
- 고시동지회(사법,행정, 외무)부회장
- 국회 공직자윤리위원회 위원
- 국회 산업자원위원회 위원
- 사단법인 치안문제연구소 자문위원장

## 역대 선거 결과
|  | 15.65% |

|  | 48.62% |

|  | 47.08% |

|  | 0% |

## 같이 보기
- 평택시 갑
- 평택시의 국회의원